# 北海道道1131号美呗停车场线
北海道道1131号美呗停车场线（日语：北海道道1131号美唄停車場線）是一条位于北海道美呗市的普通道级道路（北海道道）。

## 道路概况
- 起点：北海道美呗市東一条南2丁目（JR北海道 美呗站）
- 終点：北海道美呗市大通東一条南2丁目（国道12号交点）
- 总距离：0.07千米

## 经过的自治体
- 空知综合振兴局
  - 美唄市

## 主要连接道路
- 国道12号（终点）

## 历史
- 1994年（平成6年）10月12日 - 路線勘定（北海道告示第1595号）